# 暴力追放運動推進センター
暴力追放運動推進センター（ぼうりょくついほううんどうすいしんセンター）とは、暴力団員による不当な行為の防止及びこれによる被害の救済に寄与することを目的として、指定された法人である。略して、暴追放センターあるいは暴追センターという。
暴力団員による不当な行為の防止等に関する法律の第32条の3に基づき、公安委員会は都道府県に一つ「都道府県暴力追放運動推進センター」を指定し、同法第32条の15に基づき国家公安委員会は全国暴力追放運動推進センターを指定している。

## スローガン
暴力団追放三ない運動
1. 暴力団を恐れない
2. 暴力団に金を出さない
3. 暴力団を利用しない

全国統一暴力追放標語
- 地域の輪　結んで広げて　暴力追放
- 暴力を　許さぬ地域の　声と意志
- その勇気　暴力追い出す　第一歩

※ 平成19年度（2007年）暴力追放運動用統一標語

## 暴力団対応10原則
1. 相手を確認する
2. 用件を確認する
3. 相手より多い人数で、自分の城で対応する
4. 言動に注意する
5. 安易に署名・押印はしない
6. 相手の要求に応じ即断、即答はしない
7. 一時的には担当者が対応する
8. 湯茶の接待はしない
9. 会話や応対の内容を記録する
10. 警察や暴追センターに通報する

## 企業へのアンケート調査
暴力団関係者は不透明かつ巧妙に経済社会へ介入し、資金獲得活動を続けている。これに対応すべく企業の潜在的なニーズを把握するため、2006年10月、全国の企業3,000社を対象に倫理綱領や内部統制システム基本方針への反社会的勢力との関係遮断の規定の有無、関係遮断の取組み、警察や暴追センターに対する要望等として、全国暴力追放運動推進センター主体で「企業の内部統制システムと反社会勢力との関係遮断に関するアンケート調査」を実施した。
アンケート調査結果において、「反社会的勢力との関係を遮断すべきだと思うか」の問に対して回答を寄せた全ての企業が「はい」と答え、複数回答による理由は、企業の社会的責任（96.7%）、企業防衛（82.2%）、正義にかなう（59.1%）と排除の意識は高い。
会社法施行（2006年施行）以前に、企業行動指針（コンプライアンス）等に「反社会的勢力との関係遮断」を規定していたとする企業は過半数（60.7%）を占め、業種別では、銀行業（98.4%）、その他金融業（90.0%）、証券・保険業（83.9%）が規定しており、会社規模では、大会社（70.5%）、大会社以外（26.7%）が規定していた。また、規定していなかった企業493社の理由では、「当たり前のことなので、わざわざ明文で規定する必要性を感じなかった」が最も多く、399社（80.9%）を占めた。反社会的勢力に対する危機感の差が露呈しており、暴力団関係者の多様化に伴う活動場所を示唆している。
有価証券報告書の「コーポレート・ガバナンスの状況」に「反社会的勢力との関係遮断」を明記することについて「良いことだと思う」とした企業が過半数（60.2%）を占め、良いことだと思わない（3.1%）、よくわからない（32.1%）であった。反社会的勢力から企業を防衛するためには、内部統制システム基本方針に「反社会的勢力との関係遮断」を盛り込む必要があるとする企業は過半数（55.0%）を占め、そう思わない（9.6%）、よくわからない（33.7%）であった。
反社会的勢力との関係遮断のために行政機関に要望する施策は、大部分が「反社会的勢力に関する警察からの情報提供」（87.9%）をあげている。他には「コンプライアンスを阻害する社会的要因の除去（行政の事なかれ主義的体質の改善等）」（45.3%）、「内部統制システムに関するガイドラインの策定」（41.4%）、「業界内における暴力排除意識の高揚への援助」（39.1%）、「コンプライアンス確保措置の強化（暴力団利用業者に対する監督処分等）」（38.9%）であった。
反社会勢力は、国際社会と日本の経済社会が掲げる持続可能な開発の理念に基づく施策に深く浸透しており、見かけは正しい理念に沿う形で思考は常に反社会側を向いている。即ち、人類が取り組むべき行動計画「アジェンダ21」を発端とした見かけの理念を持ち、先端の施策が徐々に浸透していく段階の格差を利用する特徴が顕著に現れている。経済社会における需要の高い分野はもちろんのこと、常につけ入る隙をうかがうため、常識的あるいは慣習化した「当たり前」のことを定めることが防御と成り得るとされた。それらが「暴力団追放三ない運動」や「暴力団対応10原則」などにあたる。

## 情勢
暴力団並びにこれに係る利害関係者の根絶は、警察による規制や取締りと企業や市民による排除活動を狙いとしていた。
暴力追放運動推進センターの役割は、
- 広報啓発活動
- 民間の自主活動の援助
- 相談業務
- 少年に対する影響排除活動
- 暴力団からの脱退者の支援
- 不当要求防止責任者講習（各事業所における暴力団対策強化のため）
- 暴力団情報管理機関の業務援助
- 被害者救援活動
- 少年補導委員に対する研修

地域毎の特性は、「都道府県暴力追放運動推進センター」にて対応し、効果的な情報調整を行う機関として、全国暴力追放運動推進センターが設けられた。しかし、利益至上主義である暴力団の活動は非常に巧妙となり、組織の不透明化、資金獲得活動の多様化、組織の寡占化、国際化、マフィア化が進み、暴力団の活動を社会全般に浸透させることにもなった。
また、警察や暴追放センターへの相談を妨げるケースもみられ、暴力団を背景にえせ右翼、えせ同和行為（高額図書の送りつけ、寄付金の強要）など、反社会勢力化した不当要求が多様化かつ巧妙に浸透した。資金獲得の対象は特定の中小企業にも多くみられ、販売促進に関する不当要求、著作権を利用した不当な資金獲得等、社会全般に満遍なく向けられている。これらに関して、ファミリーレストラン、ガソリンスタンド、宅配業者などから不当要求への対応要領を修得したいと暴追センターに多く寄せられている。
こうして、地域や職城の潜在的なニーズに応えるべく、事業者、国民等による暴力排除活動の促進を図るために、暴追センターの認知度向上と各種情報の効果的な提供、助言、指導その他必要な処置を講ずることとなった。

## 被害を防止するために
近年の暴力団は、組織実態を隠蔽する動向が強く、その資金獲得活動の巧妙化を踏まえると、たとえ暴力団排除意識が高くても、多様なえせ行為によって知らずのうちに相手の域にはまり、結果的に経済的貢献や取引を行ってしまう可能性が高い。このような反社会的勢力は、善意を装う悪徳商法は日常茶飯事の出来事として成り立っており、一度関係を持つと抜け出せない、又は引き止める特徴があり、組織は一般社会の中で人知れず肥大していくことになった。
社会に紛れ込み集団を形成するためには、偽りの目的を設けた協働作業と合意形成により信頼と地位を得ることで、扇動あるいは誘導が可能になる。さらに、集団の枠組みの中に、事案を隠蔽しようとする力が働きかねない。人知れず集団が形成されると、必然的に利益獲得額が大きい企業対象を対象とした行動が活発になり、利益至上主義である行為は対象企業のみに留まらず、これまで培ってきた能力を生かし、従業員を標的として不当要求を行ったり、その企業を足がかりに、善良な経営を装いサプライチェーンに進出するため社会全体に多大な被害を生じさせるものである。このため、被害の防止には、業務の適正を確保するために必要な法令等遵守・リスク管理事項として、内部統制システムに明確に位置付けることが必要である。
こういった認識の下で、犯罪対策閣僚会議に設置した暴力団資金源等総合対策ワーキングチームにおける検討を経て、企業が反社会的勢力
による被害を防止するための基本的な理念や具体的な対応について取りまとめパブリックコメントを経て「企業が反社会的勢力による被害を防止するための指針」が公開された。関係府省では、今後、企業において、本指針に示すコンプライアンス重視した事項が実施され、その実効が上がるよう、普及啓発に努めることとした。

## 代理訴訟
2013年より、地域住民に代わり暴力団事務所の立ち退きを求める訴訟等を地域の暴力追放運動推進センターが代わって行う代理訴訟の制度が整えられた。このことにより2017年末までに、全国で10件の暴力団事務所移転等を求める仮処分の申し立てが行われており、自主的な移転や和解、仮処分決定が進んでいる。

## 暴力追放運動推進センター一覧
- 全国区:公益財団法人全国防犯協会連合会 - 東京都文京区本郷三丁目38番1号 本郷信徳ビル6階
- 北海道:公益財団法人北海道暴力追放センター - 札幌市中央区北3条西18丁目 道庁西18丁目別館3F
- 青森県:公益財団法人暴力追放県民センター - 青森市新町2-2-7 青銀新町ビル4F
- 岩手県:公益財団法人岩手県暴力団追放推進センター - 盛岡市大通り1-2-1 県産業会館サンビル内
- 宮城県:公益財団法人宮城県暴力団追放推進センター - 仙台市青葉区本町3-5-22 宮城県管工事会館4F
- 秋田県:公益財団法人暴力団壊滅秋田県民会議 - 秋田市旭北栄町1-5 秋田県社会福祉会館内
- 山形県:公益財団法人山形県暴力追放運動推進センター - 山形市緑町1-9-30
- 福島県:公益財団法人福島県暴力追放運動推進センター - 福島市山下町5-28 警察相談センター
- 茨城県:公益財団法人茨城県暴力追放推進センター - 水戸市三の丸1-5-38県三の丸庁舎内
- 栃木県:公益財団法人栃木県暴力追放県民センター - 宇都宮市栄町5-7 堅調栄町別館2F
- 群馬県:公益財団法人群馬県暴力追放運動推進センター - 前橋市江田町448-11 群馬県警本部江田町庁舎内
- 埼玉県:公益財団法人埼玉県暴力追放・薬物乱用防止センター - さいたま市浦和区高砂3-15-1 県庁第2庁舎6F
- 千葉県:公益財団法人千葉県暴力団追放県民会議 - 千葉市中央区中央4-13-7 千葉県酒造会館内
- 東京都:公益財団法人暴力団追放運動推進都民センター - 千代田区内神田1-1-5
- 神奈川県:公益財団法人神奈川県暴力追放推進センター - 横浜市中区海岸通2-4 神奈川県警察本部庁舎7F
- 新潟県:公益財団法人新潟県暴力追放運動推進センター - 新潟市中央区堀之内32 JA新潟市鳥屋野支店内
- 山梨県:公益財団法人山梨県暴力追放運動推進センター - 甲府市丸の内1-5-4 恩賜杯記念館
- 長野県:公益財団法人長野県暴力追放県民センター - 長野市大字南長野字幅下692-2　長野県庁舎2F
- 静岡県:公益財団法人静岡県暴力追放運動推進センター - 静岡市駿河区南町11-1 静銀・中京銀静岡駅南ビル
- 富山県:公益財団法人富山県暴力追放運動推進センター - 富山市新桜町3-2
- 石川県:公益財団法人石川県暴力追放運動推進センター - 金沢市広坂2-1-1 石川県広坂庁舎２号館内
- 福井県:公益財団法人福井県暴力追放センター - 福井市松本3-16-10 福井県庁合同庁舎5F
- 岐阜県:公益財団法人岐阜県暴力追放推進センター - 岐阜市薮田南5-14-1
- 愛知県:公益財団法人暴力追放愛知県民会議 - 名古屋市中区三の丸2-1-1 愛知県警察本部庁舎1F
- 三重県:公益財団法人暴力追放三重県民センター - 津市栄町3-222ソシアビル内
- 滋賀県:公益財団法人滋賀県暴力団追放推進センター - 大津市打出浜1-10 滋賀警察本部北棟1F
- 京都府:公益財団法人京都府暴力追放運動推進センター - 京都市上京区下立売通衣棚西入る東立売町199-6
- 大阪府:公益財団法人大阪府暴力追放推進センター - 大阪市中央区谷町2-3-1 ターネンビルNo.2内
- 兵庫県:公益財団法人暴力団追放兵庫県民センター - 神戸市中央区下山手通5-4-1 兵庫県警察本部1F
- 奈良県:公益財団法人奈良県暴力団追放県民センター - 奈良市大森町57-3 奈良県農協会館4F
- 和歌山県:公益財団法人和歌山県暴力追放県民センター - 和歌山市十三番丁30 酒直ビル1F
- 鳥取県:公益財団法人鳥取県暴力追放センター - 鳥取市本町3-102 鳥取商工会議所5F
- 島根県:公益財団法人島根県暴力追放県民センター - 松江市殿町2 県庁第２分庁舎内
- 岡山県:公益財団法人岡山県暴力追放運動推進センター - 岡山市北区厚生町3-1-15 岡山商工会議所ビル2F
- 広島県:公益財団法人暴力追放広島県民会議 - 広島市中区基町10-52 県庁南館
- 山口県:公益財団法人山口県暴力追放運動推進センター - 山口市大手町2-40 山口県警察本部別館
- 徳島県:公益財団法人徳島県暴力追放県民センター - 徳島市昭和町3-7 徳島酸素ビル内
- 香川県:公益財団法人香川県暴力追放運動推進センター - 高松市磨屋町5-9 プラタ59ビル7F
- 愛媛県:公益財団法人愛媛県暴力追放推進センター - 松山市若草町7 愛媛県警察本部第二庁舎2F
- 高知県:公益財団法人暴力追放高知県民センター - 高知市本町2-3-31 LSビル内
- 福岡県:公益財団法人福岡県暴力追放運動推進センター - 福岡市博多区吉塚本町13-50 県合同庁舎5F
- 佐賀県:公益財団法人佐賀県暴力追放運動推進センター - 佐賀市松原1-1-1 佐賀県警察本部別館
- 長崎県:公益財団法人長崎県暴力団追放運動推進センター - 長崎市万才町5-24 ヒルサイド5ビル4F
- 熊本県:公益財団法人熊本県暴力追放運動推進センター - 熊本市中央区水前寺6-35-4
- 大分県:公益財団法人暴力追放大分県民会議 - 大分市荷揚町5-36 大分県警察本部庁舎別館2F
- 宮崎県:公益財団法人宮崎県暴力追放センター - 宮崎市宮田町13-16 宮城県庁10号館
- 鹿児島県:公益財団法人鹿児島県暴力追放運動推進センター - 鹿児島市新屋敷町16-301 県公社公社ビル内
- 沖縄県:公益財団法人暴力団追放沖縄県民会議 - 那覇市朝日町7 サザンプラザ海邦ビル内